# Paragasponia krantzi
Paragasponia krantzi là một loài bọ cánh cứng trong họ Cerambycidae.